# Mémorables
 (décembre 2013).
Si vous disposez d'ouvrages ou d'articles de référence ou si vous connaissez des sites web de qualité traitant du thème abordé ici, merci de compléter l'article en donnant les références utiles à sa vérifiabilité et en les liant à la section « Notes et références ».
Les Mémorables (en grec ancien : Ἀπομνημονευμάτων / Apomnêmoneumatôn) (vers 390 av. J.-C.) sont une collection de récits sur la vie de Socrate, où Xénophon se veut le porte-parole de son ancien maître. 
Il s'agit d'un mélange entre le traité philosophique et un livre de souvenirs, sous la forme de dialogues socratiques. Socrate, considéré comme un des fondateurs de la philosophie occidentale et l'un des inventeurs de la philosophie morale, a exercé une grande influence sur l'esprit de Xénophon, qui passa plusieurs années à le suivre et à l'écouter s'entretenir avec toutes sortes de personnes sur toutes sortes de sujets. Ce sont ces entretiens qu'il a recueillis dans les Mémorables. 
Xénophon aurait commencé à écrire cette œuvre vers la fin de sa vie, à partir de 390 av. J.-C. Ces années furent marquées pour lui par des voyages et des guerres avec des péripéties de toutes sortes. En effet, les Mémorables ont été écrits après la guerre du Péloponnèse (431-404 av J.-C.). 

#### Études
- Léon Robin, La pensée hellénique des origines à Épicure : Questions de méthode, de critique et d’histoire, Paris, Presses universitaires de France, 1942, 555 p. (lire en ligne), p. 81 à 137 : « Les Mémorables de Xénophon ».
- Pierre Pontier, « Place et fonction du discours dans l'œuvre de Xénophon », Revue des Études Anciennes, t. 103, nos 3-4,‎ 2001, p. 395-408 (lire en ligne).

#### Traductions
- Xénophon (trad. du grec ancien par Louis-André Dorion), Mémorables, Paris, Les Belles Lettres, coll. « Le Goût des idées » (no 51), 2015, 208 p. (ISBN 978-2-251-20051-4, présentation en ligne)
- Xénophon (trad. Pierre Chambry), Les Helléniques. L'Apologie de Socrate. Les Mémorables in Œuvres complètes, t. III, Paris, Garnier-Flammarion, coll. « GF », 1967
- Xénophon (trad. Eugène Talbot), Œuvres complètes, t. I : Les Helléniques. L’Apologie de Socrate. Les Mémorables, Garnier-Flammarion, 1859.